# Lista de shopping centers de Goiás
Esta é uma lista de todos shopping centers localizados no estado de Goiás, com informações do tamanho definida em Área Bruta Locável (ABL), data de inauguração e localização, separados por cidade onde o shopping está localizado. Alguns shopping centers de Goiânia possuem notoriedade nacional por serem antigos ou receberem atrações nacionais, ou mesmo por serem muito relevantes e de fácil acesso, como no caso do Araguaia Shopping, que abriga o Terminal Rodoviário de Goiânia.

## Goiânia
| Shopping center            | (ABL)m²    | Estacionamento | Localização                                    | Inauguração            |
| -------------------------- | ---------- | -------------- | ---------------------------------------------- | ---------------------- |
| Araguaia Shopping          | 21.074m²   | 1.726 vagas    | Av. Goiás (Centro)                             | Julho de 2001          |
| Banana Shopping            | 6.441m²    | 200 vagas      | Av. Araguaia Esq. com Rua 21 (Centro)          | Dezembro de 1996       |
| Shopping Bouganville       | 13.816m²   | 365 vagas      | Rua 9 (St. Marista)                            | 06 de dezembro de 2006 |
| Buena Vista Shopping       | 8.500m²    | 300 vagas      | Rua T-61 com Avenida T-4 (St. Bueno)           | Outubro de 2003        |
| Goiânia Shopping           | 35.780m²   | 1.634 vagas    | Av. T-10 esq. com Rua T-15 (St. Bueno)         | 24 de outubro de 1995  |
| Flamboyant                 | 62.447m²   | 3.200 vagas    | Av. Jamel Cecílio (St. Jardim Goiás)           | 16 de outubro de 1981  |
| Passeio das Águas Shopping | 77.900m²   | 4.253 vagas    | Av. Perimentral Norte, ao lado Av. Goiás Norte | 30 de outubro de 2013  |
| Shopping Estação Goiânia   | 37.893m²   | 886 vagas      | Av. Goiás Norte (Centro)                       | Novembro de 2007       |
| Portal Shopping            | 26.540m²   | 1.214 vagas    | Av. Anhanguera (Bairro Capuava)                | 24 de novembro de 2006 |
| Portal Sul Shopping        | 12.279m²   | 694 vagas      | Rodovia GO-040 - KM 6 (Setor Jardins Lisboa)   | 30 de novembro de 2010 |
| Shopping Cerrado           | 27.688m²   | 2.094 vagas    | Av. Anhanguera (St. Aeroviário)                | 26 de abril de 2016    |
| América Shopping           | 21.000m²   | 1.000 vagas    | Rod. dos Romeiros (GO-060)                     | Setembro de 2017       |
| Shopping Cidade Jardim     | 14.839m²   | 1.000 vagas    | Av. Nero Macedo, 400 (Cidade Jardim)           | 2004                   |
| Plaza D'Oro Shopping       | 4.768,95m² | 426 vagas      | Av. Nápoli Q. C1, (Res Eldorado)               | 05 de outubro de 2005  |

## Aparecida de Goiânia
| Shopping center    | Tamanho(ABL) | Estacionamento | Localização                  | Inauguração         |
| ------------------ | ------------ | -------------- | ---------------------------- | ------------------- |
| Aparecida Shopping | 22.703m²     | 778 vagas      | Setor Serra Dourada 3º Etapa | 27 de junho de 2017 |
| Buriti Shopping    | 40.005m²     | 2.034 vagas    | Av. Rio Verde                | 22 de Abril de 1996 |

## Águas Lindas de Goiás
| Shopping center       | Tamanho(ABL) | Estacionamento | Localização                                | Inauguração        |
| --------------------- | ------------ | -------------- | ------------------------------------------ | ------------------ |
| Águas Lindas Shopping | 15.206m²     | 620 vagas      | Alameda Santa Luzia (Mansões Centro-Oeste) | 31 de maio de 2012 |

## Anápolis
| Shopping center      | Tamanho(ABL) | Estacionamento | Localização         | Inauguração         |
| -------------------- | ------------ | -------------- | ------------------- | ------------------- |
| Brasil Park Shopping | 21.683m²     | 695 vagas      | Av. Brasil (Centro) | Novembro de 2008    |
| AnaShopping          | 29.547m²     | 823 vagas      | Av. Universitária   | 09 de junho de 1995 |

## Catalão
| Shopping center  | Tamanho(ABL) | Estacionamento | Localização              | Inauguração          |
| ---------------- | ------------ | -------------- | ------------------------ | -------------------- |
| Catalão Shopping | 10.000m²     | 423 vagas      | R. Juscelino Gomes Píres | 20 de agosto de 2020 |

## Luziânia
| Shopping center   | Tamanho(ABL) | Estacionamento | Localização                  | Inauguração        |
| ----------------- | ------------ | -------------- | ---------------------------- | ------------------ |
| Luziânia Shopping | 7.455m²      | 184 vagas      | Rua Ophir Jose Braz (Centro) | 31 de maio de 2012 |

## Mineiros
| Shopping center | Tamanho(ABL) | Estacionamento | Localização                      | Inauguração            |
| --------------- | ------------ | -------------- | -------------------------------- | ---------------------- |
| Ipê Shopping    | 7.288m²      | 380 vagas      | Av. Ino Rezende (Setor Cruvinel) | 15 de setembro de 2011 |

## Rio Verde
| Shopping center           | Tamanho(ABL) | Estacionamento | Localização               | Inauguração            |
| ------------------------- | ------------ | -------------- | ------------------------- | ---------------------- |
| Buriti Shopping Rio Verde | 26.071m²     | 1.449 vagas    | BR-060 (Perímetro urbano) | Novembro de 2014       |
| Shopping Rio Verde        | 13.729m²     | 550 vagas      | Avenida Presidente Vargas | 27 de setembro de 2009 |

## Valparaiso de Goiás
| Shopping center     | Tamanho(ABL) | Estacionamento | Localização                                  | Inauguração           |
| ------------------- | ------------ | -------------- | -------------------------------------------- | --------------------- |
| Shopping Sul        | 35.367m²     | 1.555 vagas    | BR-040 (Km 12)                               | 1993                  |
| Paraíso Mega Center | 10.094m²     | 647 vagas      | Parque Esplanada III, Av. Marginal da BR-040 | 31 de outubro de 2018 |